# (8930) Kubota
Pour les articles homonymes, voir Kubota (homonymie).
(8930) Kubota est un astéroïde de la ceinture principale.

## Description
(8930) Kubota est un astéroïde de la ceinture principale. Il fut découvert le 6 janvier 1997 à Ōizumi par Takao Kobayashi. Il présente une orbite caractérisée par un demi-grand axe de 2,21 UA, une excentricité de 0,19 et une inclinaison de 4,3° par rapport à l'écliptique.

## Compléments